# Čtyři Dvory
Čtyři Dvory (resp. Čtyry Dvory; něm. Vierhöf, hovorově Čtyrák) jsou část Českých Budějovic ležící na levém břehu Vltavy. Je ohraničena přibližně ulicemi O. Nedbala, Husovou třídou, Na Sádkách a V. Talicha. Na západě sousedí se Sídlištěm Šumava, východně od ní je Výstaviště. Referenci „Čtyři Dvory“ obsahují i názvy některých objektů v blízkosti, jako je například obchodní centrum na Sídlišti Máj nebo park 4Dvory, který je součástí oblasti U Vávrovského rybníka, jež nicméně historicky pod Čtyři Dvory patřila. Někdy se pod pojmem Čtyři Dvory myslí celá levobřežní část města.

## Historie a vývoj
Čtyři dvory vznikly původně jako skupina hospodářských dvorů českobudějovických měšťanů (první ze 4 velkých dvorů, které daly osídlení jméno, je poprvé vzpomínán v roce 1369). V roce 1850 zde vznikla samosprávná obec se jménem Čtyry Dvory (necelých 200 obyvatel), v roce 1900 již bylo napočítáno 1945 obyvatel. V letech 1916–1917 zde byly postaveny dělostřelecké kasárny. Až do roku 1919 patřila k obci i osada Kněžské Dvory. Růst rychle pokračoval, v roce 1921 měly již 208 domů a 3733 obyvatel (z toho 3378 Čechů a 278 Němců). Ke Čtyřem Dvorům se tehdy počítaly i místní části Remlovy Dvory, Lannova loděnice a několik samot. V roce 1952 se obec stala osadou Českých Budějovic a v roce 1970 byla administrativně zrušena a začleněna do městské části České Budějovice 2.

## Památky
- Kostel svatého Vojtěcha
- Kaple sv. Vojtěcha, dnes pravoslavná kaple Všech svatých země české, založená Vojtěchem Lannou ml.
- Výstaviště České Budějovice je známé především díky konání výstavy Země živitelka
- Zájezdní hostinec U Slovanské lípy, kulturní památka ČR[2]
- Areál Lannovy loděnice, kulturní památka ČR[5]
- Pomník Antonína Ježka
- Vila Isa postavená 1903 pro c. a k. hejtmana Georga Fischera

### Mohyla U Parku
Pomník obětem první a druhé světové války je řazen mezi válečné hroby (evidenční číslo CZE-3102-33308), byť není válečným hrobem v souladu se zákonem č. 122/2004 Sb. Mohyla v podobě stěny z hrubých žulových kvádrů je umístěna mezi ulicemi U Výstaviště a Husova u autobusové a trolejbusové zastávky U Parku. Pomník dosahuje výšky 345 cm, šířky 430 cm, levý okraj je orientovaný západně, pravý východně. Průčelí (umístěné jižně) nese desku z umělého mramoru s nápisem:
| „                            | Všem, jež osud ve světové válce sklál, zde v paměť věčnou postavena mohyla. Ta hlásat bude v obci i kraj širý dál, že oběť jejich pro vlast marná nebyla! Spěte sladce v dálné cizině! | “ |
| — J. Křivánek, Č. Budějovice | |   |

Pod deskou je umístěna plastika ležícího lva, pod níž je vyryt (a později vyčerněn) nápis:
| „ | POSTAVENO OKRAŠLOVACÍM SPOLKEM 1920 RENOV. 1949 | “ |

Při renovaci došlo k rozšíření i pro oběti druhé světové války. Po pravé straně roste několik tisů červených, v okolí byly vysázené lípy.

## Rodáci
- Vojtěch Lanna starší (1805–1866), český průmyslník, loďmistr a stavitel. Na levém břehu Vltavy u Dlouhého mostu dodnes stojí jeho rodný dům a bývalá loděnice
- Jan Bureš (1926–2012), český neurofyziolog, vědec světového významu, člen Národní akademie věd USA a držitel mnoha ocenění
- Jaroslav Krček (* 1939), český hudebník, dirigent a sbormistr, umělecký vedoucí souboru Chorea Bohemica
- Alois Sassmann (* 1961), kněz a historik

## Galerie

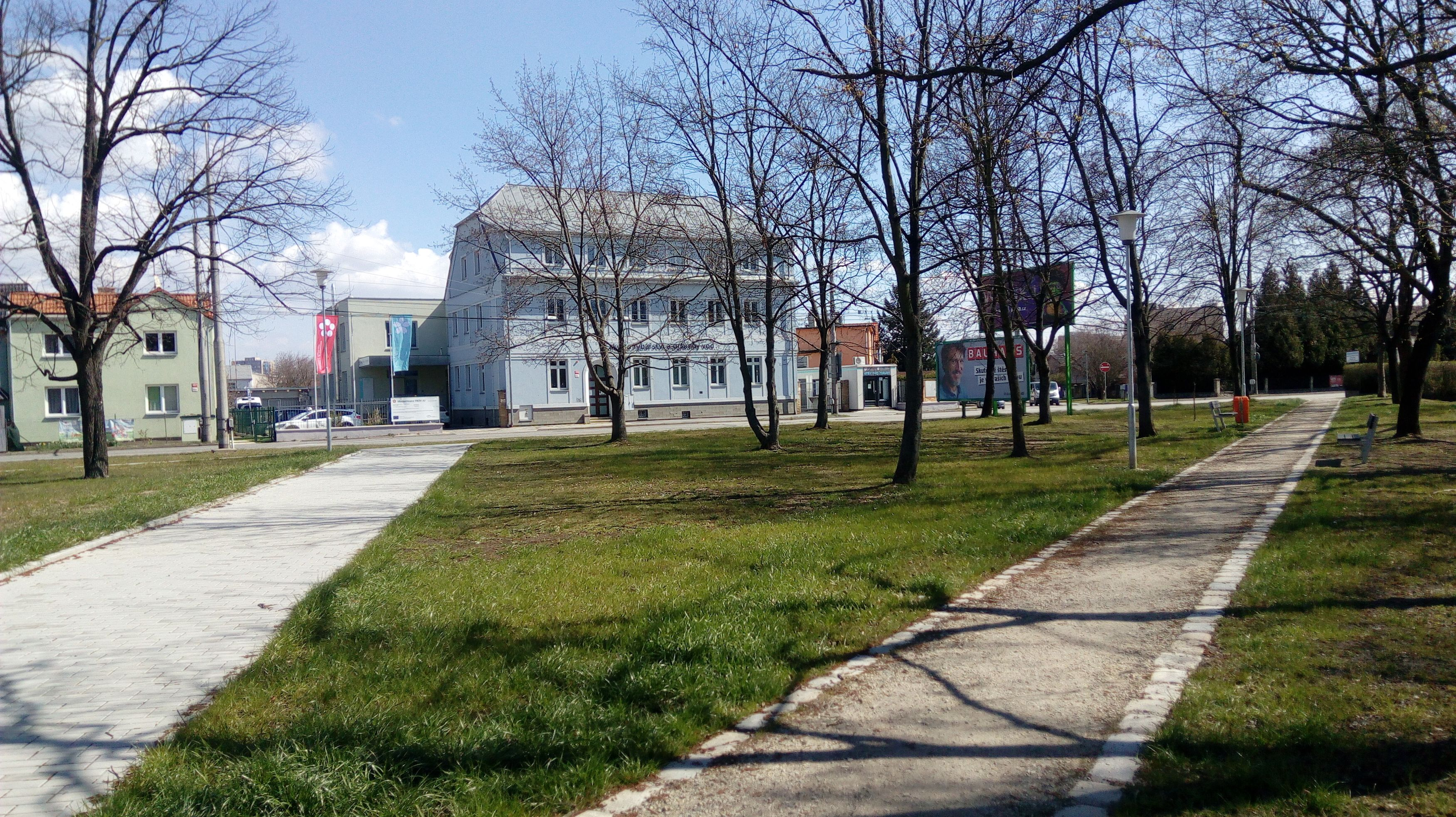
Park u zastávky MHD Evžena Rošického
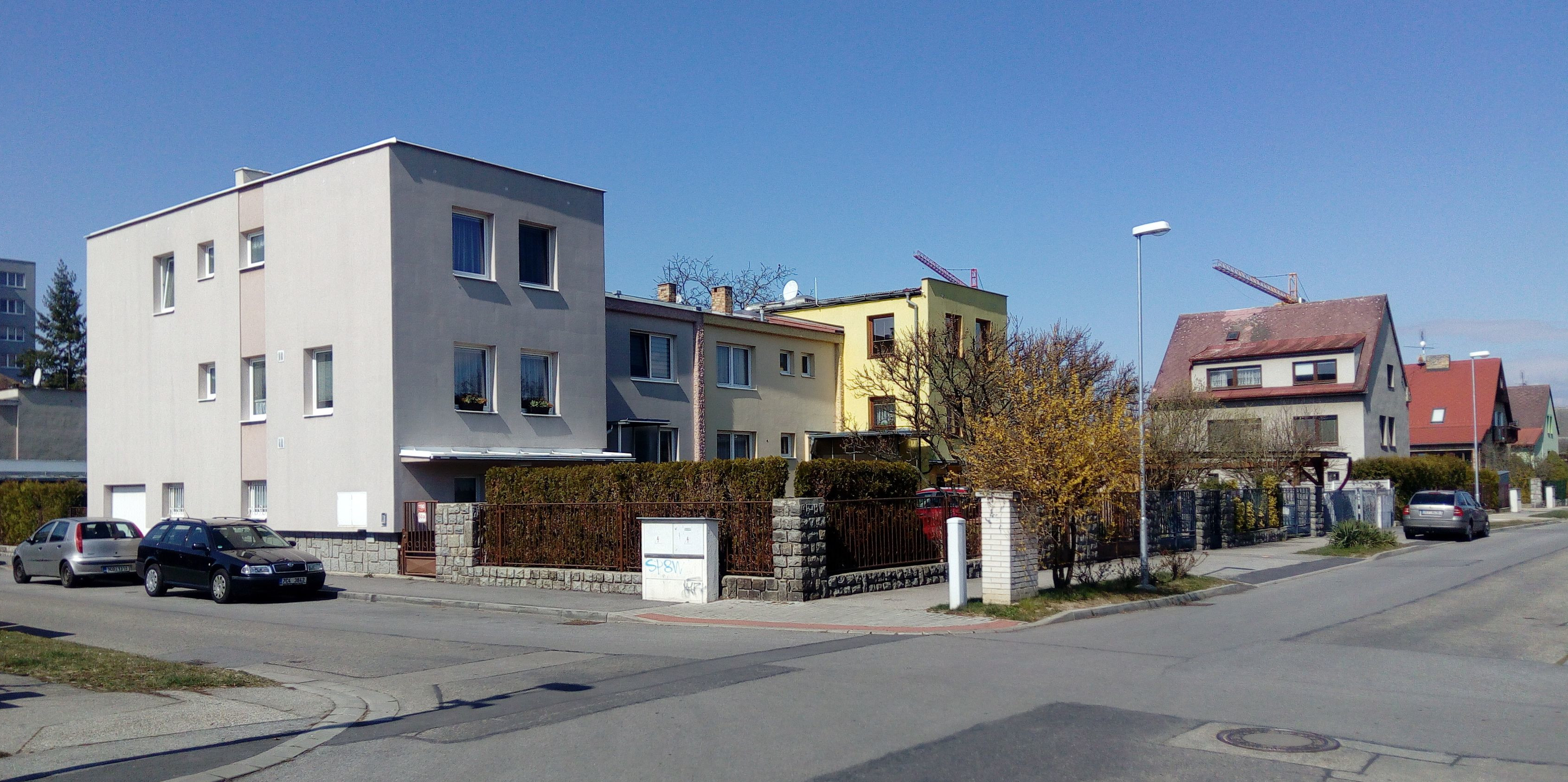
Rodinná zástavba v ulici Ant. Slavíčka
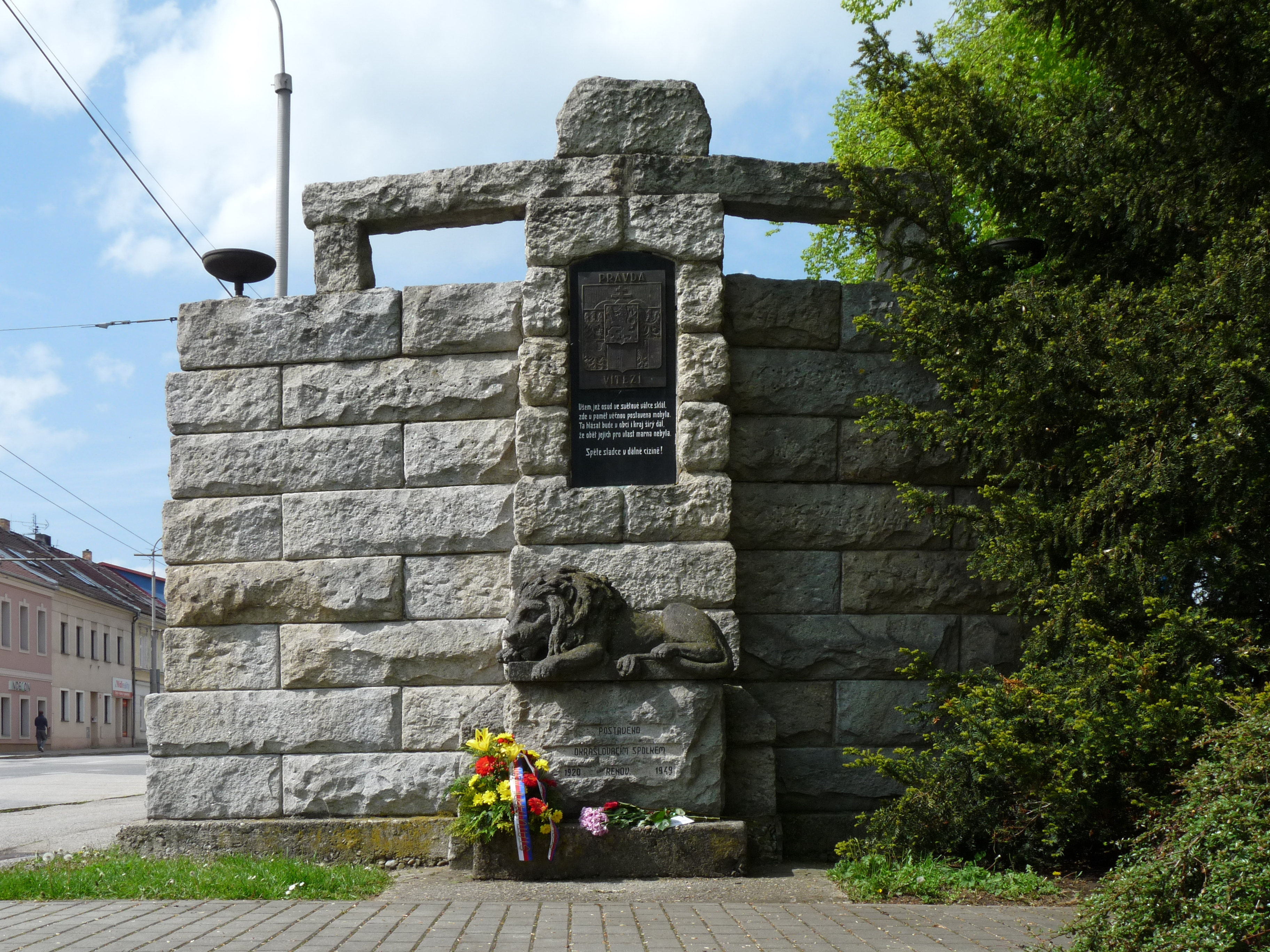
Mohyla obětem války
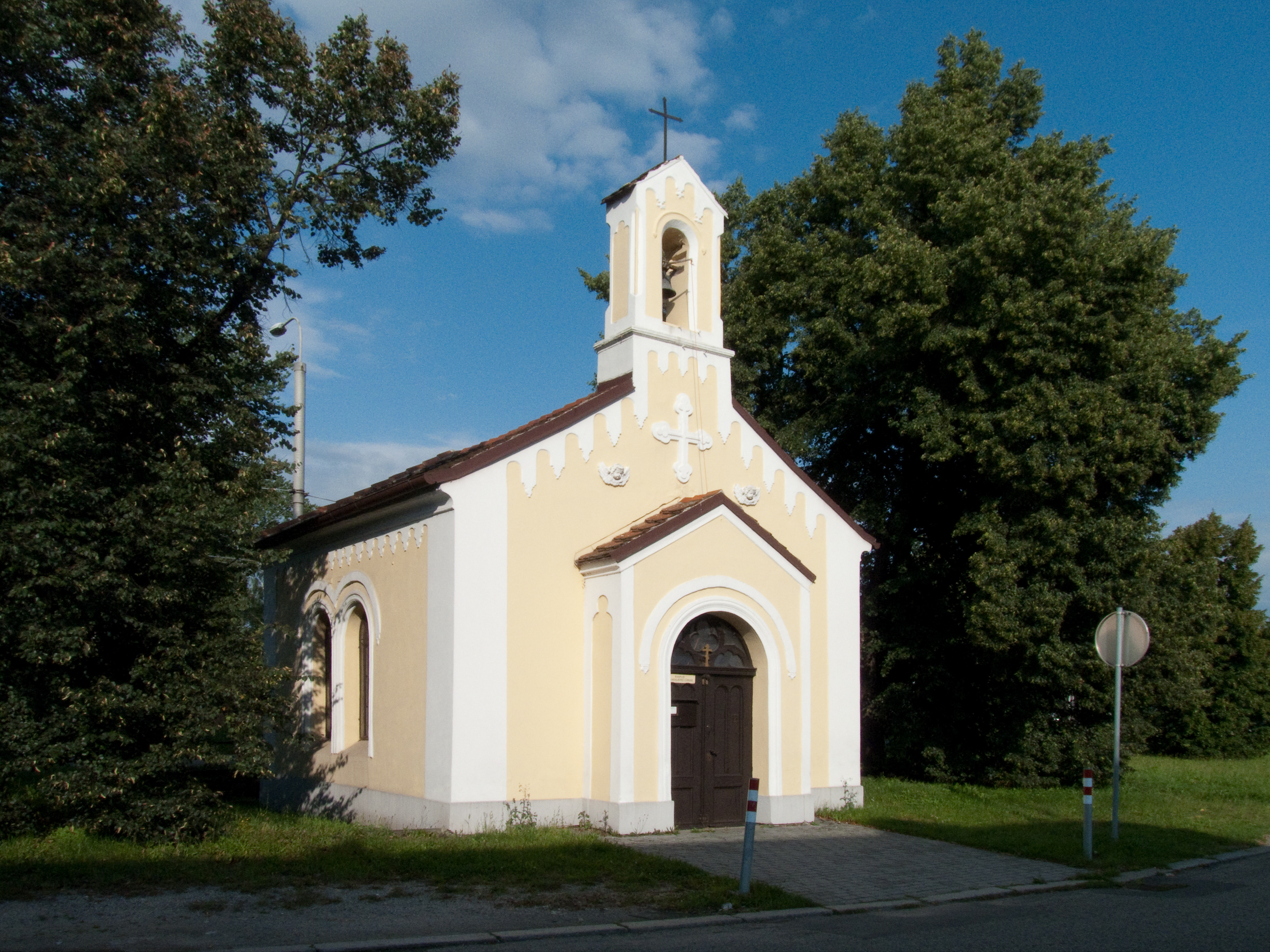
Kaple sv. Vojtěcha
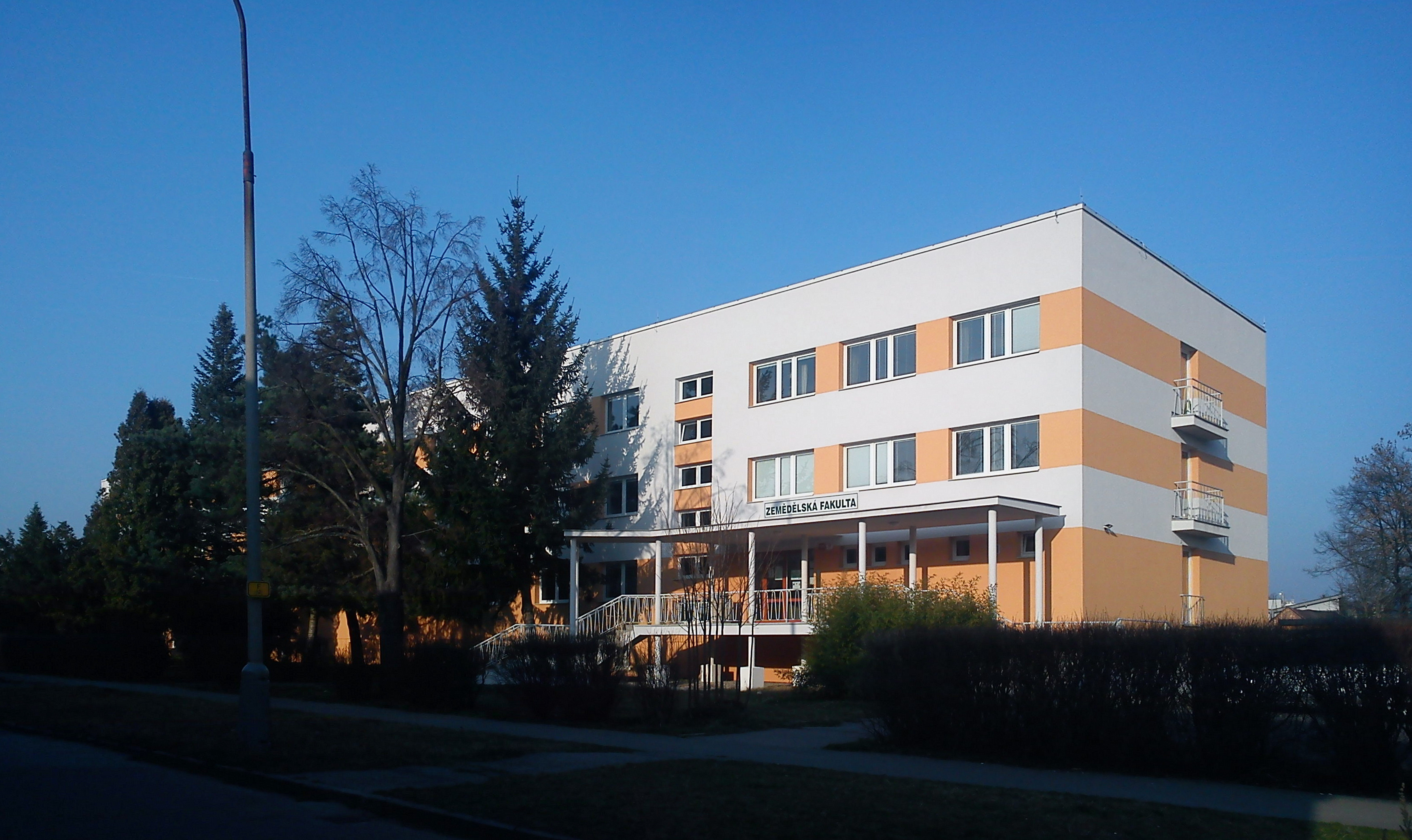
Budova Jč. univerzity Na Zlaté stoce